# Armen Donelian
Armen Hrant Donelian (* 1. Dezember 1950 in New York City) ist ein amerikanischer Pianist des Modern Jazz.

## Leben und Wirken
Donelian, Sohn armenischer Migranten, hatte ab seinem siebten Lebensjahr Klavierunterricht. Seit 1964 spielte er während seines Studiums am Westchester-Konservatorium (bis 1968) Dixieland in der Band von Arthur Ryerson, während des Studiums an der Columbia University (bis 1972) arbeitete er als Solopianist in einem Restaurant und in der Studentenband von Marc Copland. Dann setzte er seine Ausbildung privat bei Richard Beirach fort. Anschließend war er bis 1976 Mitglied in der Gruppe von Mongo Santamaría, bei dem er an der Einspielung von vier Alben beteiligt war. Danach arbeitete er mit Ray Barretto, Lionel Hampton, Sonny Rollins, Chet Baker, Roy Ayers und Ted Curson. Von 1979 bis 1983 spielte er mit Billy Harper, mit dem er auch durch Europa, Japan und den Nahen Osten tourte. 1981 gründete er ein eigenes Trio mit Eddie Gomez bzw. Ron McClure und Billy Hart und die größere Formation „Essence“. Weiterhin arbeitete er mit Paquito D’Rivera und Dave Liebman; 1986 legte er sein erstes Solo-Album „A Reverie“ vor, dem drei weitere Solo-Produktionen mit Standards, mit eigenen Kompositionen sowie mit freien Improvisationen folgten. Daneben arbeitete er mit Dick Oatts, mit Anne Marie Moss und mit Thomas Chapin. Von 1988 bis 2000 spielte er in der Band Night Ark (mit Ara Dinkjian und Arto Tunçboyacıyan) Ethno-Jazz. Dann begleitete er auch den armenischen Sänger Datevik Hovanesian. Donelians Personalstil ist durch afroamerikanische Musik ebenso geprägt wie durch die Gesänge der armenischen Kirche, armenische Volksmusik und nordindische Klassik. 
Donelian, der an der New School University, der Manhattan School of Music und der William Paterson University lehrte, verfasste eine Gehörschule („Training the Ear“), die auch ins Japanische übersetzt wurde.

## Diskographische Hinweise
- Stargazer (1981)
- Trio ’87 (Odin, 1987, mit Carl Morten Iversen und Audun Kleive)
- The Wayfarer (1990)
- Mystic Heights (1999)
- Leapfrog (Sunnyside, 2011) mit Marc Mommaas, Mike Moreno, Dean Johnson, Tyshawn Sorey
- Songs of My Ancestors (Sunnyside, 2014)

## Lexigraphische Einträge
- Leonard Feather, Ira Gitler: The Biographical Encyclopedia of Jazz. Oxford University Press, New York 1999, ISBN 0-19-532000-X.
- Martin Kunzler: Jazz-Lexikon. Band 1: A–L (= rororo-Sachbuch. Bd. 16512). 2. Auflage. Rowohlt, Reinbek bei Hamburg 2004, ISBN 3-499-16512-0.